# Mužla
Mužla es un municipio del distrito de Nové Zámky en la región de Nitra, Eslovaquia, con una población estimada a final del año 2024 de 1838 habitantes.
Se encuentra ubicado al sur de la región, cerca de los ríos Nitra y Hron (cuenca hidrográfica del Danubio) y de la frontera con Hungría.

## Demografía
| Año        | 1994 | 2004    | 2014    | 2024    |
| ---------- | ---- | ------- | ------- | ------- |
| Población  | 1995 | 1965    | 1886    | 1838    |
| Diferencia |      | −1,50 % | −4,02 % | −2,54 % |

| Año        | 2023 | 2024    |
| ---------- | ---- | ------- |
| Población  | 1861 | 1838    |
| Diferencia |      | −1,23 % |